# Hétérosporie
En botanique, l'hétérosporie caractérise certains groupes de Monylophytes (appelé il y a quelques années Ptéridophyte mais ce terme a évolué) au sens large dont le sporophyte porte deux types de sporanges, le microsporange et le macrosporange (c'est l'hétérosporangie), qui produisent deux types de spores : les microspores et les macrospores. Chacun de ces types conduit à la formation de prothalles différents : c'est l'hétéroprothallie.
Hétérosporie, hétérosporangie et hétéroprothallie se rencontrent chez les Sélaginelles, les Isoètes, les Prêles et les Hydropteridales.
Les prothalles issus des microsporanges vont produire des gamètes mâles (= anthérozoïdes) et ceux issus des macrosporanges vont produire le gamète femelle (= oosphère).
L'hétérosporie s'oppose à l'isosporie. Au niveau évolutif, l'hétérosporie (hétéroprothallie) semble être un caractère évolué par rapport à l'isosporie (isoprothallie).
Par analogie, l'hétérosporie caractérise également les plantes à graines ou Spermaphytes. On y retrouve ainsi deux types de sporanges (anthèridies et archegones), produisant des prothalles différents.